# Niall Gharbh mac Toirdhealbhaigh Ó Domhnaill
Niall Garbh mac Toirdhealbhaigh Ó Domhnaill (mort en 1439) est le 13e O'Donnell ou Ua Domhnaill du  clan, et roi de  Tyrconnell en Irlande de 1422 à sa mort.

## Origine
Niall Gharbh est le fils de Toirdhealbhach an Fhíona mac Néill Ó Domhnaill à qui il succède lorsque ce dernier abdique pour se retirer dans la vie religieuse.

## Règne
Niall Garbh inaugure son règne en participant à une coalition des irlandais d'Ulster rassemblée par Domhnall mac Énri Aimhreidh Roi de Tír Eoghain contre les « Étrangers ». En 1428 le connétable du Château de Carrickfergus obtient 10 livres pour organiser la défense à la nouvelle du recrutement par Niall de Gallowglass dans le royaume d'Écosse. En octobre 1426 James Buttler 4e comte d'Ormond et Lord Deputy d'Irlande détient des otages de Niall. la situation semble s’apaiser quand en juillet 1429 Niall et sa suite obtiennent un sauf conduit pour se rendre en Angleterre jurer fidélité et allégeance au roi d'Angleterre .
En 1434 une grande armée de la province d'Ulster est rassemblée par Eóghan mac Néill Óig Ui Neill et Ó Domnhaill pour attaquer le Hiberno-normands de Meath. Ó Domhnaill est mis en déroute par leur cavalerie et capturé ; son fils et tánaiste Toirdhealbhach est tué Niall est envoyé dans les domaines contrôlés par les Anglais d'abord l'île de Man où il est mis à rançon pour 100 marks puis selon les Annales d'Ulster au Pays de Galles où il meurt en détention la même année « otage pour le nord de l'Irlande » c'est-à-dire pour le Cenél Conaill et les Ui Neill. Son frère cadet Neachtan mac Toirdhealbhaigh qui avait dirigé le clan pendant sa captivité,  lui succède

## Postérité
Niall avait cinq fils:
- Toirdhealbhach Ó Domhnaill († 1434)
- Domnhall mac Niall Ghairbh Ó Domhnaill 16e Ó Domhnaill ;
- Aodh Ruadh mac Niall Ghairbh Ó Domhnaill 18e Ó Domhnaill ;
- Eóghan Ó Domhnaill († 1430)
- Conn  Ó Domhnaill († 1464), il est tué par son cousin Eignechan, le fils  Neachtan Ua Domnaill[12]